# Bennie Moten
Bennie Moten eg. Benjamin Moten, född 13 november 1894 i Kansas City, Missouri, död 2 april 1935 i Kansas City, Missouri, var en amerikansk pianist och orkesterledare.
Bennie Moten ledde Bennie Moten's Kansas City Orchestra, som var det mest framstående jazzbandet i Mellanvästern i USA under slutet av 1920-talet och början av 1930-talet. Bandet turnerade över hela landet och hade en storsäljare på skivbolaget Victor med låten South 1928.
1929 anslöt sig Count Basie från "The Blue Devils" och flera andra musiker till bandet. Efter Bennie Motens död tog Count Basie över bandet.